# Liste des épisodes de Sawako
Cet article est un complément de l’article sur le manga Sawako. Il contient la liste des épisodes des deux saisons de l'adaptation en anime.

## Liste des épisodes

### Saison 1
| No                | Titre français         | Titre japonais | Titre japonais      | Date de 1re diffusion |
| No                | Titre français         | Kanji          | Rōmaji              | Date de 1re diffusion |
| ----------------- | ---------------------- | -------------- | ------------------- | --------------------- |
| 1                 | Prologue               | プロローグ     | Purorōgu            | 6 octobre 2009        |
| [Chapitre 0]      |                        |                |                     |                       |
| 2                 | Changement de place    | 席替え         | Sekigae             | 13 octobre 2009       |
| [Chapitre 1]      |                        |                |                     |                       |
| 3                 | Après l'école          | 放課後         | Hōkago              | 20 octobre 2009       |
| [Chapitres 2-3]   |                        |                |                     |                       |
| 4                 | Rumeurs                | 噂             | Uwasa               | 27 octobre 2009       |
| [Chapitres 4-5]   |                        |                |                     |                       |
| 5                 | Détermination          | 決意           | Ketsui              | 3 novembre 2009       |
| [Chapitres 5-6]   |                        |                |                     |                       |
| 6                 | Amies                  | 友達           | Tomodachi           | 10 novembre 2009      |
| [Chapitres 6-7]   |                        |                |                     |                       |
| 7                 | Samedi soir            | 土曜の夜       | Doyō no Yoru        | 17 novembre 2009      |
| [Chapitre 8]      |                        |                |                     |                       |
| 8                 | Entraînement solitaire | 自主練         | Jishuren            | 24 novembre 2009      |
| [Chapitre 9]      |                        |                |                     |                       |
| 9                 | Une Nouvelle amie      | 新しい友達     | Atarashii Tomodachi | 1er décembre 2009     |
| [Chapitre 10]     |                        |                |                     |                       |
| 10                | Coopération            | 協力           | Kyōryoku            | 8 décembre 2009       |
| [Chapitre 11]     |                        |                |                     |                       |
| 11                | Spécial?               | とくべつ？     | Tokubetsu?          | 15 décembre 2009      |
| [Chapitre 12]     |                        |                |                     |                       |
| 12                | Sentiments Amoureux    | 恋愛感情       | Ren'ai Kanjō        | 22 décembre 2009      |
| [Chapitres 13-14] |                        |                |                     |                       |
| 13                | Amour                  | 恋             | Koi                 | 5 janvier 2010        |
| [Chapitres 14-15] |                        |                |                     |                       |
| 14                | Kurumi                 | くるみ         | Kurumi              | 12 janvier 2010       |
| [Chapitre 16]     |                        |                |                     |                       |
| 15                | Rivales                | ライバル       | Raibaru             | 19 janvier 2010       |
| [Chapitre 17]     |                        |                |                     |                       |
| 16                | Discussion Nocturne    | 夜噺           | Yobanashi           | 26 janvier 2010       |
| [Récap]           |                        |                |                     |                       |
| 17                | Jour De Repos          | 休日           | Yasumi no hi        | 2 février 2010        |
| [Chapitre 18]     |                        |                |                     |                       |
| 18                | L'Amour de Chizuru     | 千鶴の恋       | Chizuru no Koi      | 9 février 2010        |
| [Chapitres 19-20] |                        |                |                     |                       |
| 19                | Rêve                   | 夢             | Yume                | 16 février 2010       |
| [Chapitres 20-21] |                        |                |                     |                       |
| 20                | Cadeau                 | プレゼント     | Purezento           | 23 février 2010       |
| [Chapitres 21-22] |                        |                |                     |                       |
| 21                | Première Neige         | 初雪           | Hatsuyuki           | 2 mars 2010           |
| [Chapitres 22-23] |                        |                |                     |                       |
| 22                | Noël                   | クリスマス     | Kurisumasu          | 9 mars 2010           |
| [Chapitre 24]     |                        |                |                     |                       |
| 23                | Nous Deux              | ふたり         | Futari              | 16 mars 2010          |
| [Chapitre 25]     |                        |                |                     |                       |
| 24                | Anniversaire           | 誕生日         | Tanjōbi             | 23 mars 2010          |
| [Chapitre 26]     |                        |                |                     |                       |
| 25                | Une Nouvelle Année     | 新年           | Shinnen             | 30 mars 2010          |
| [Chapitre 27]     |                        |                |                     |                       |

### Saison 2
| No                     | Titre français           | Titre japonais   | Titre japonais    | Date de 1re diffusion |
| No                     | Titre français           | Kanji            | Rōmaji            | Date de 1re diffusion |
| ---------------------- | ------------------------ | ---------------- | ----------------- | --------------------- |
| 0                      | Amour Non Partagé        | 片想い           | Kataomoi          | 5 janvier 2011        |
| [Récap]                |                          |                  |                   |                       |
| 1                      | La Saint Valentin        | バレンタイン     | Barentain         | 12 janvier 2011       |
| [Chapitre 28]          |                          |                  |                   |                       |
| 2                      | Deuxième Année           | 2年生            | 2-Nensei          | 19 janvier 2011       |
| [Chapitre 29]          |                          |                  |                   |                       |
| 3                      | Oublie                   | 忘れて           | Wasurete          | 26 janvier 2011       |
| [Chapitre 30]          |                          |                  |                   |                       |
| 4                      | Tu ne comprends pas      | わかってない     | Wakattenai        | 2 février 2011        |
| [Chapitres 31-32-33]   |                          |                  |                   |                       |
| 5                      | Celui que j'aime         | すきな人         | Suki na Hito      | 9 février 2011        |
| [Chapitres 33-34]      |                          |                  |                   |                       |
| 6                      | Affection et contrariété | 好意と迷惑       | Kōi to Meiwaku    | 16 février 2011       |
| [Chapitres 34-35-36]   |                          |                  |                   |                       |
| 7                      | Laisse Tomber            | あきらめちまえよ | Akirame Chimae Yo | 23 février 2011       |
| [Chapitres 36-37-38]   |                          |                  |                   |                       |
| 8                      | Pour toi                 | (届け            | Todoke            | 2 mars 2011           |
| [Chapitres 38-39]      |                          |                  |                   |                       |
| 9                      | Confession               | 告白             | Kokuhaku          | 9 mars 2011           |
| [Chapitre 39]          |                          |                  |                   |                       |
| 10                     | A Partir de maintenant   | ここから         | Koko kara         | 23 mars 2011          |
| [Chapitre 40]          |                          |                  |                   |                       |
| 11                     | Après le festival        | 祭りのあと       | Matsuri no Ato    | 30 mars 2011          |
| [Chapitres 41-42]      |                          |                  |                   |                       |
| 12                     | Une personne importante  | 大事な人         | Daiji na Hito     | 30 mars 2011          |
| [Chapitre 43-44-45-46] |                          |                  |                   |                       |

### Saison 3
| No                                        | Titre français                           | Titre japonais | Titre japonais | Date de 1re diffusion |
| No                                        | Titre français                           | Kanji          | Rōmaji         | Date de 1re diffusion |
| ----------------------------------------- | ---------------------------------------- | -------------- | -------------- | --------------------- |
| 1                                         | Il n'y a aucune raison que je te déteste |                |                | 1er aout 2024         |
| [Chapitres 44-45-46-47-48-49-50-51-52-53] |                                          |                |                |                       |
| 2                                         | Voyage scolaire                          |                |                | 1er aout 2024         |
| [Chapitres 54-55-56-57-58-59]             |                                          |                |                |                       |
| 3                                         | Petits amis                              |                |                | 1er aout 2024         |
| [Chapitres 60-61-62-63-64]                |                                          |                |                |                       |
| 4                                         | La fête de Noël                          |                |                | 1er aout 2024         |
| [Chapitres 65-66-67-68-69-70]             |                                          |                |                |                       |
| 5                                         | Un moment de bonheur                     |                |                | 1er aout 2024         |
| [Chapitres 71-72-73-74-75]                |                                          |                |                |                       |